# Whatever Is He Like?
«Whatever Is He Like?» es una canción de la banda británica The Farmer's Boys. La canción fue publicada en julio de 1982 como el sencillo principal del segundo álbum de estudio de la banda With These Hands (1985), y alcanzó el puesto #8 en la lista de sencillos independientes del Reino Unido.

## Lanzamientos
La canción fue publicada por primera vez en julio de 1982 como sencillo, y alcanzó el puesto #8 en la lista de sencillos independientes del Reino Unido. Además de su lanzamiento como sencillo, una versión extendida de la canción—con una duración de 5 minutos con 18 segundos—apareció en el segundo álbum de estudio de la banda With These Hands (1985). «Whatever Is He Like?» también apareció en la caja recopilatoria de Cherry Red Records The Sun Shines Here: The Roots of Indie Pop 1980–1984 (2021).

## Recepción de la crítica
Left and to the Back calificó la canción como “un ejemplo temprano en el sello discográfico Backs de Noruega que muestra su capacidad para volver a la ética del pop de los sesenta mientras utiliza el tipo de voz temblorosa y vacilante que suena definitivamente a los ochenta”. En diciembre de 1982, la canción apareció en el puesto #21 de la lista Festive Fifty de John Peel.

## Interpretaciones en vivo
La canción hizo su debut en vivo el 23 de marzo de 1983 en el Tiffany's Ballroom en Newcastle, Inglaterra. «Whatever Is He Like?» fue interpretada como la canción de apertura de la banda en un concierto de una hora desde el Paris Theatre de Londres el 7 de septiembre de 1983. The Higsons tocaron la primera media hora, mientras que The Farmer's Boys tocaron la segunda mitad.

## Lista de canciones
Todas las canciones escritas y compuestas por The Farmer's Boys.
1. «Whatever Is He Like?» – 3:19
2. «I Lack Concentration» – 2:01

## Créditos y personal
Créditos adaptados desde las notas de álbum.
The Farmer's Boys
- Barry McGuilty – voz principal, sintetizador Casio CZ
- Mark Kingston – guitarra bajo, piano, coros
- Ian Thirkettle – guitarra, coros, flexatono
- Richard Adrian Frost – guitarra, coros, sintetizador, drum machine, Mellotron, piano, percusión, sintetizador Fairlight

Músicos adicionales
- Jo Jo Wells – saxofón alto y tenor
- Larry Tolfree – percusión
- Martin Dobson – saxofón barítono y soprano
- Annie Whitehead – trombón
- Luke Tunney – trompeta

Personal técnico
- Frog , Joe Bull – producción[2]
- Mark Freegard – producción, ingeniero de audio
- Mark Stent – ingeniero asistente
- Elaine Elliott, Ron Elliott – notas de sencillo[2]
- KB – ilustración[2]
- David “Kid” Brian, René Parapap – diseño de portada[2]

## Posicionamiento
| Gráfica (1982)                             | Pico de posición |
| ------------------------------------------ | ---------------- |
| Reino Unido (UK Independent Singles Chart) | 8                |